# Pharmacophagus antenor

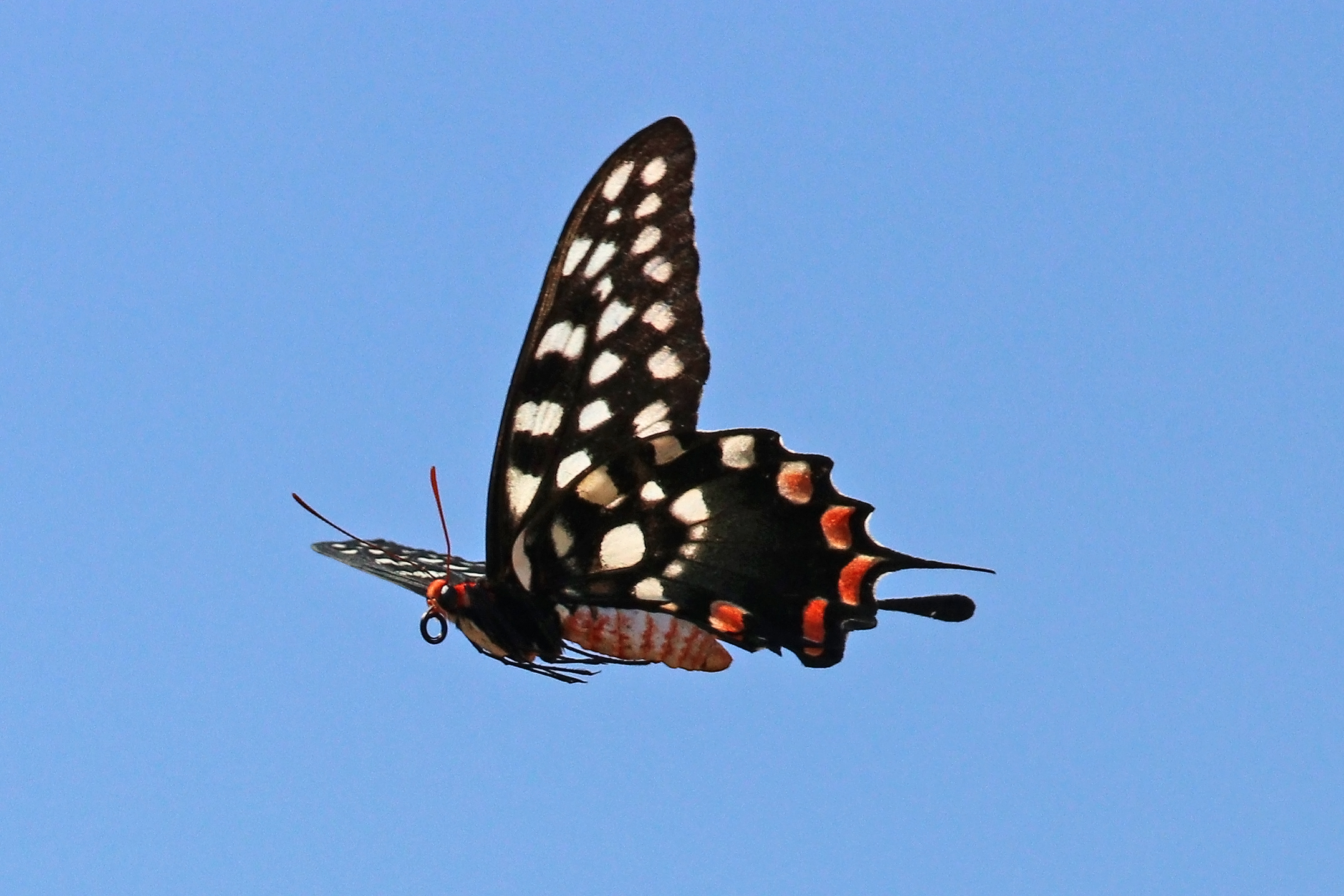
Falter von Pharmacophagus antenor im Fluge

Pharmacophagus antenor ist ein endemisch auf Madagaskar vorkommender Schmetterling aus der Familie der Ritterfalter (Papilionidae).

## Taxonomie
Pharmacophagus antenor ist der einzige Vertreter der Gattung Pharmacophagus. Dieser Name basiert auf den altgriechischen Worten φαρμακευτικός ('pharmazeutisch' oder 'Arznei') und φάγος ('Vielfraß'). Somit kann der Name als „Arznei-Esser“ gedeutet werden, was darauf zurückzuführen ist, dass sich die Raupen von einer Aristolochia (Pfeifenblumen-Art) ernähren, die seit den alten Ägyptern als Heilpflanze verwendet wird. Deren Reben enthalten giftige Verbindungen, die Aristolochiasäuren, die die Raupen vertragen, die sie speichern und die sie dadurch für Fressfeinden ungenießbar machen. Die Art wurde 1773 von Dru Drury als Papilio antenor beschrieben. Da Drury, ebenso wie auch Carl von Linné viele Papilio-Arten nach Persönlichkeiten aus der griechischen Mythologie benannte, dürfte sich im vorliegenden Fall das Artepitheton auf Antenor aus Troja beziehen.

## Merkmale

### Falter
Die Flügelspannweite der Falter beträgt 120 bis 140 Millimeter. Sie zählen damit zu den großen Ritterfaltern und werden im englischen Sprachgebrauch Madagascar Giant Swallowtail (Madagaskar-Riesenschwalbenschwanz) genannt. Die Art zeichnet sich durch keinen Sexualdimorphismus aus. Bei beiden Geschlechtern haben sämtliche Flügel auf der Oberseite eine schwarze Grundfarbe. Auf den Vorderflügeln sind viele weiße Flecke gleichmäßig verteilt. Weitere weiße Flecke befinden sich in der Basalalregion der Hinterflügel. Entlang des gezähnten Hinterflügelrandes heben sich um den Analwinkel mehrere rote bis orangerote Flecke ab. Alle Zeichnungen der Oberseite scheinen auf die Flügelunterseiten durch. Die Hinterflügel tragen Schwanzfortsätze, die am Ende gerundet sind.

### Präimaginalstadien
Das Ei hat einen Durchmesser von rund zwei Millimetern, eine weißliche Farbe und eine kugelige Form. Der Boden ist leicht abgeflacht, die Spitze hat die Form einer Kappe. Die schwach gerippte Oberfläche ist mit einer rosafarbenen, wachsartigen klebrigen Schicht überzogen.
Die Raupen sind zunächst rötlich braun gefärbt, mit vielen Tuberkeln versehen und zeigen bis zum vierten Stadium auf den Abdomensegmenten drei und vier einige weißliche, sattelartige Tuberkel. Ausgewachsen werden die Raupen ca. 58 Millimeter lang und die Farbe des Körpers und der Tuberkel ist dann dunkelbraun.
Die Puppe hat eine gelbbraune Farbe und ist im Seitenprofil deutlich S-förmig sowie im Rückenprofil eiförmig. Am Hinterleib heben sich einige Tuberkel ab. Sie wird als Gürtelpuppe an Zweigen befestigt.

## Verbreitung und Lebensraum
Pharmacophagus antenor kommt ausschließlich im westlichen Teil von Madagaskar vor. Die Art besiedelt dort lichte Wälder und gebüschreiche Gebiete.

## Lebensweise
Die Falter fliegen in mehreren Generationen im Jahr und sind während der Regenzeit zwischen August und November besonders zahlreich. Während der Trockenzeit von Mitte April bis Mitte Juni verharren die Puppen in einer Diapause. Beide Geschlechter besuchen zur Nahrungsaufnahme verschiedene Blüten. Die Eier werden auf der Unterseite eines Blattes der Nahrungspflanze abgelegt. Die Raupen ernähren sich von den Blättern der zur Pflanzenfamilie der Osterluzeigewächse (Aristolochiaceae) zählenden Aristolochia acuminata. Die Puppenruhe beträgt durchschnittlich 14 Tage.